# Хафизов, Шариф Сагирович
Шари́ф Саги́рович Хафи́зов (род. 25 июня 1920, деревня Щербень Тельмановского (ныне — Аксубаевский) района Татарской АССР — 23 марта 1984, город Нурлат Татарской АССР). Герой Социалистического Труда (1965). Депутат VIII созыва Верховного Совета СССР. С 1955 по 1983 годы — председатель колхоза «Дружба» Октябрьского (ныне — Нурлатский) района Татарской АССР.

## Биография
С 1929 по 1933 годы учился в Щербенской начальной школе, с 1933 по 1936 годы — в школе деревни Тахтала (Билярский район Татарии). С мая 1936 года работал десятником в артели «Кзыл Кустарь», деревня Щербень. Там же с октября 1936 года заведовал школой для малограмотных.
С ноября 1936 года работал в артели «Кзыл Кустарь».
С 31 августа 1937 года — секретарь-корректор редакции газеты «Знамя Коммуны» Тельманского района, с декабря 1939 года — заместитель редактора той же газеты. В 1938 году поощрён денежной премией СНК ТАССР «За отличие в подготовке к выборам в областные и республиканские Советы народных депутатов».
С октября 1940 года служил красноармейцем 1-го батальона 66 го полка НКВД по охране железнодорожных сооружений. В январе 1941 года был переведён в 84-й полк НКВД по охране железнодорожных сооружений (г. Вильно Литовской ССР, гарнизон г. Ионава). Здесь и встретил начало Великой Отечественной войны. С первого дня войны до 15 июля 1941 года участвовал в боях против немецко-фашистских захватчиков. Получил четыре ранения и был направлен в госпиталь № 19—20 (г. Боровичи Ленинградской области). После излечения в августе 1941 года был направлен красноармейцем 1-й роты 1-го батальона 51-го полка 22-й дивизии НКВД по охране железнодорожных сооружений (г. Ленинград). С сентября 1941 года — заместитель политрука роты. В составе 1-й роты участвовал в боях под Москвой (до г. Калинина). С января 1942 года в составе 51-го полка охранял тыл Северо-Западного фронта, периодически был на фронте снайпером. В октябре 1942 года вступил в члены ВКП(б).
С марта 1943 года — курсант Саратовского военного училища НКВД (ныне — Саратовский военный институт войск национальной гвардии Российской Федерации).
В августе-сентябре 1944 года — курсант лагеря № 27 (г. Красногорск, Московская область). В августе 1944 года приказом Наркома внутренних дел № 1242 ему было присвоено звание «младший лейтенант госбезопасности».
С 22 сентября 1944 года работал на Урале в органах НКВД. С ноября 1949 года — оперуполномоченный спецкомендатуры Ютазинского РОВД Татарской АССР, посёлок Уруссу. В августе 1950 года переведён в Казань оперуполномоченным 9-го отделения МГБ ТАССР. 24 октября 1951 года ему было присвоено звание «старший лейтенант».
С ноября 1954 года — оперуполномоченный 1-го отделения уголовного розыска в Казани. В мае 1955 года министром внутренних дел ТАССР ему была объявлена благодарность и вручена премия 200 рублей «За настойчивость, проявленную в ликвидации вооружённой воровской группы». 14 мая 1955 года ему было присвоено звание «капитан внутренней службы».
В соответствии с постановлением ЦК КПСС и Совета Министров СССР от 25 марта 1955 года «О мерах по дальнейшему укреплению колхозов руководящими кадрами» Татарским Обкомом КПСС направляется в Октябрьский район ТАССР для использования в качестве председателя колхоза (направление № 3257/с от 15 июля 1955 года).

## Достижения
20 июля 1955 года «тридцатитысячник» Хафизов возглавил один из отстающих колхозов Октябрьского района Татарской АССР и за три года вывел его в передовые. В дальнейшем колхоз «Дружба» являлся образцово-показательным не только в республике, но и в Советском Союзе. Колхоз активно внедрял весь комплекс передовой агротехники возделывания сахарной свеклы, став школой массового обучения кадров — свекловодов района и республики. Урожайность свёклы выросла с 73 до 217 центнеров с гектара. Успехи хозяйства в выращивании свёклы трижды отмечались медалями ВДНХ СССР (бронзовая — 1965, 1970, серебряная — 1979). Отмечен Почётной грамотой Верховного Совета РСФСР, знаком «Победитель социалистического соревнования 1973—1975 гг.» и «Отличник социалистического соревнования сельского хозяйства РСФСР».
Шарифом Сагировичем Хафизовым в соавторстве с кандидатом экономических наук В. М. Савушкиным написана брошюра «Резервы свекловичного поля» (Казань, Татарское книжное издательство, 1982 год).
Начиная с 1961 года, колхоз досрочно выполнял планы продажи государству зерна и продуктов животноводства по всем видам. Неуклонно росла экономика колхоза. В производственных бригадах и фермах внедрены внутрихозяйственный расчёт, прогрессивные формы организации и оплаты труда. В колхозе построено большое количество животноводческих помещений и культурно-бытовых объектов. Председателем колхоза «Дружба» он был 28 лет — до 5 июля 1983 года.
В 1985 году колхоз «Дружба» переименован в колхоз имени Ш. С. Хафизова. С 1991 года на его родине, в деревне Щербень, проводится ежегодный турнир по национальной борьбе куреш, посвящённый памяти легендарного земляка.
О Шарифе Сагировиче Хафизове написаны две книги: «Жир улы» («Сын земли», Н. Губайдуллин, Казань, Татарское книжное издательство, 1969 год), «Воин. Сеятель. Герой» (автор-составитель — Дания Тямаева, Казань, Издательский дом Маковского, 2010 год).